# Murań
Murań, Wielki Murań (słow. Muráň, niem. Muran, węg. Murány, Muran, 1890 m) – szczyt Tatr Bielskich na Słowacji, znajdujący się w ich grani głównej. Jest pierwszym od zachodu wybitnym wierzchołkiem w Tatrach Bielskich i ma charakterystyczny kształt (jedni widzą w nim łeb tygrysa, inni żabę), dzięki czemu jest jednym z najbardziej rozpoznawalnych szczytów tej części Tatr.

## Topografia
Masyw Murania ciągnie się od Zadniej Murańskiej Przełęczy (ok. 1370 m) na zachodzie, po Bujakowy Przechód (ok. 1850 m) na wschodzie. Wznosi się na planie regularnego trójkąta. Najwyższy jego szczyt znajduje się na wierzchołku południowym, najniższy na północno-zachodnim. Wszystkie trzy wierzchołki opadają urwistymi uskokami. W masyw Murania wcina się wyraźne siodło zwane Murańską Przehybą. O południowo-zachodniej ścianie Murania (dobrze widocznej z Polany pod Muraniem) Władysław Cywiński pisze, że jest to jedna z najwspanialszych wapiennych ścian całych Tatr. Ma długość około 1200 m, wysokość 200 m i powierzchnię około 24 ha. Charakteryzuje się gładkimi płytami z licznymi, ciemnymi zaciekami. Opada na trawiasty Murański Upłaz. Wiele dróg wspinaczkowych przeszedł na niej ratownik Horskiej Služby Vlado Tatarka. Na północny wschód z Murania opada trawiasto-kosówkowy upłaz zwany Jagnięcą Zagrodą (1625–1850 m), ale dołem podcięty jest również ścianą opadającą do lasów Doliny Międzyściennej. Ma ona długość około 1000 m, wysokość ok. 100 m, jest pionowa, miejscami przewieszona i jak dotąd dziewicza (niezdobyta przez wspinaczy). Opadająca do Doliny Nowej ściana wschodnia ma ok. 700 m długości, ok. 100 m wysokości i również jest dziewicza.
Północne stoki Murania wznoszą się nad dwoma dolinami: Doliną Międzyścienną i Nową Doliną, oddzielonymi od siebie boczną granią Murania zwaną Zakrywą. Od południa Murań wznosi się nad  Polaną pod Muraniem (zwaną też Gałajdówką) w dolnej części Doliny Jaworowej.

## Opis
Murań zbudowany jest ze skał wapiennych, przede wszystkim wapieni murańskich, tworzących ściany o wysokości dochodzącej do 200 m. Ściany te, przypominające mury, dały nazwę masywowi. Na Jagnięcej Zagrodzie Jurgowscy pasterze wypasali owce, przy czym wynosili je na cały sezon wypasowy na plecach. W obrębie Murania znajduje się kilka jaskiń, Najbardziej znana jest Jaskinia Murańska o długości korytarzy ok. 200 m i olbrzymim otworze wejściowym widocznym z Polany pod Muraniem. Inne jaskinie to m.in. Murańskie Okno, Wyżnie Murańskie Okno i Murańska Studnia. Są jeszcze inne, trudno dostępne i do tej pory niezbadane jaskinie.
Pod szczytowym blokiem zachowały się resztki pierwotnego lasu. W ścianach występują rzadkie ptaki – pomurniki.
Pierwszym udokumentowanym zdobywcą wierzchołka Murania był István Berzeviczy, węgierski arystokrata, który na szczycie stanął już w 1717 r. Z Polaków najwcześniej na Muraniu byli ok. 1860 r. Ludwik Zejszner, ks. Wojciech Grzegorzek i Feliks Berdau. Z wszystkich stron Murań podcięty jest pionowymi ścianami. Jest tylko jedno łatwe wejście na szczyt Murania. Prowadzi przez Jagnięcą Zagrodę, ale jest trudne do odszukania. Wszystkie pozostałe wejścia to drogi wspinaczkowe dla taterników. Cały masyw Murania jednak to zamknięty dla taterników i turystów obszar ochrony ścisłej Tatrzańskiego Parku Narodowego.

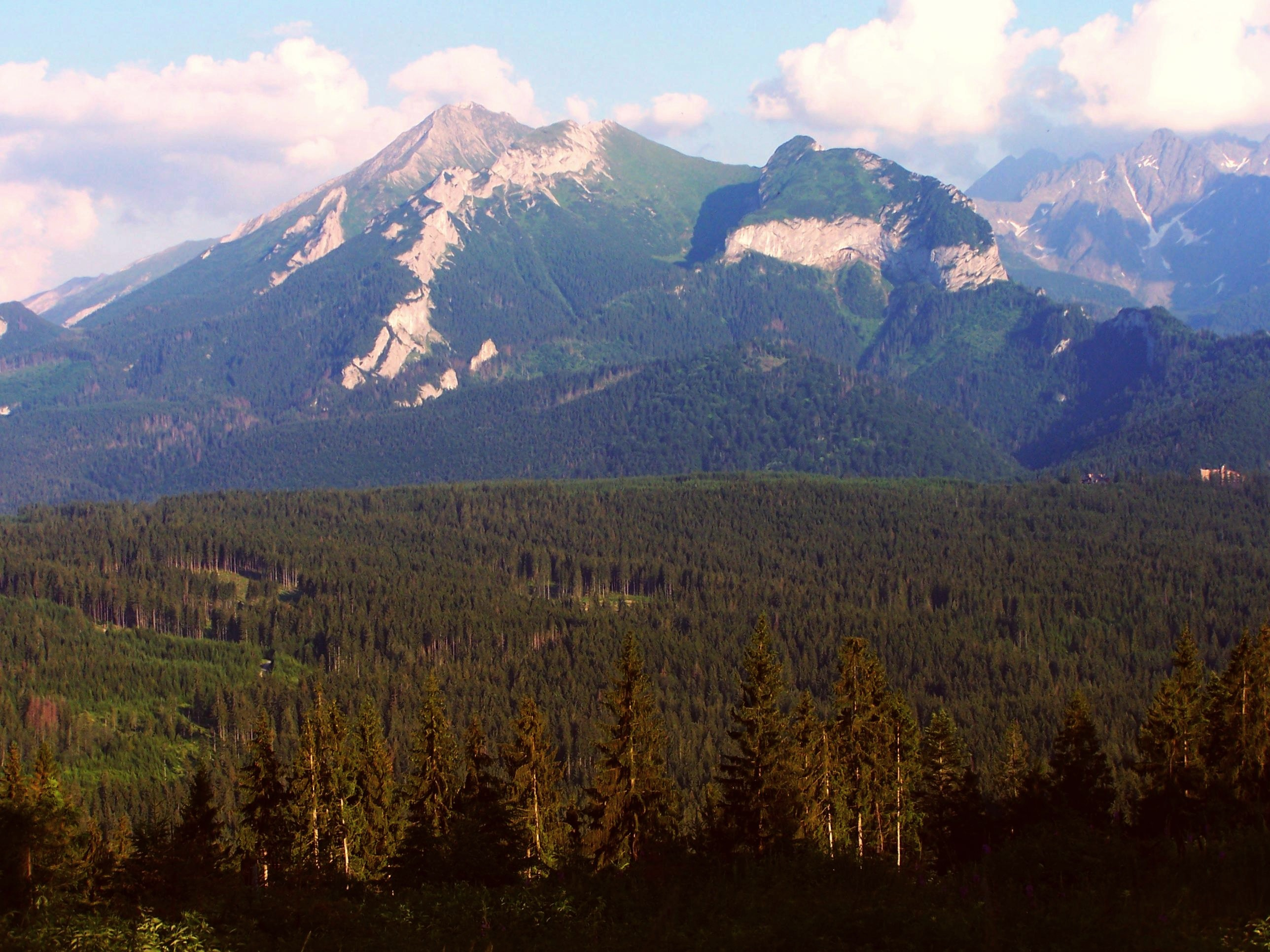
Hawrań, Nowy Wierch i Murań
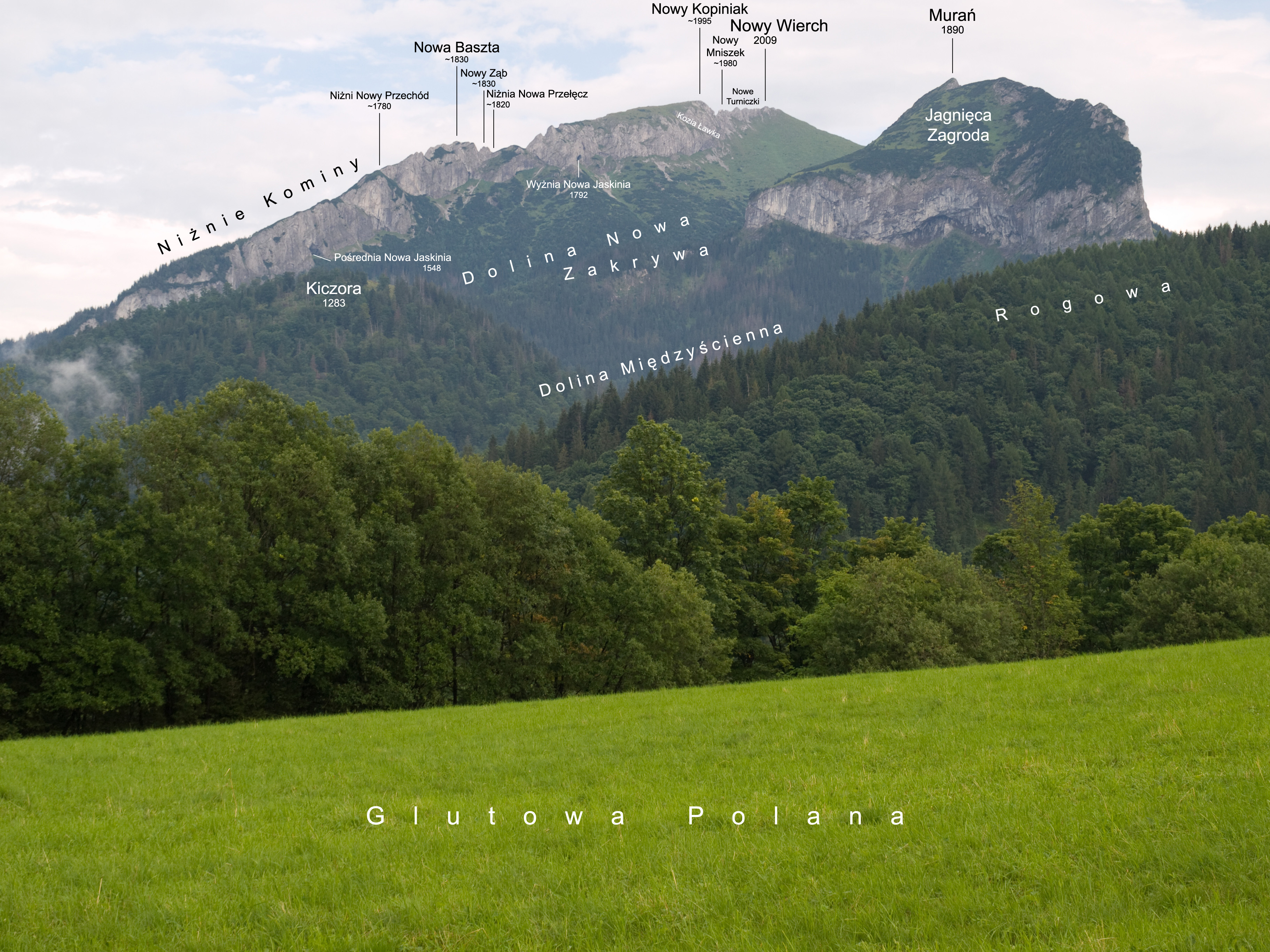
Murań i Nowy Wierch od zachodu
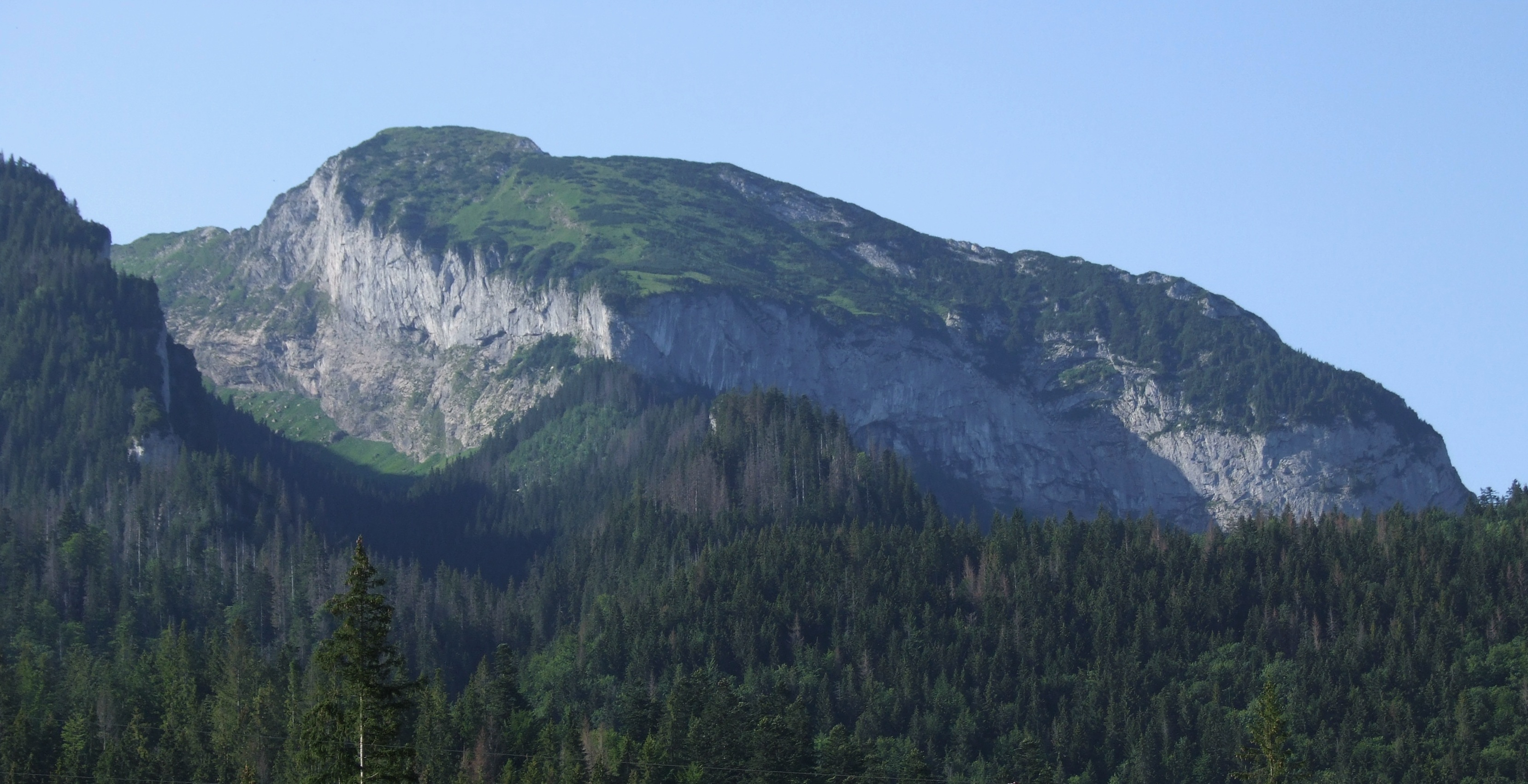
Murań od północy

## Obecność w kulturze
„Dolina pod Muraniem na całe życie mą duszę zaczarowała – ja ją jeszcze dziś świeżą, jak w lecie oglądam, dziś wtór piosenek wkradających się aż do serca i głowy słodkich, jak głosy Harmoniki słyszę – bo któżby muzyki nie czuł? O ja tej podróży nigdy nie zapomnę” – pisał w sierpniu 1830 r. Michał Głowacki „Świętopełk” („Świętopełk”, Moja podróż do Karpat).
Murań był obiektem zainteresowań malarzy (Murań w Tatrach o wschodzie słońca Józefa Marszewskiego, 1867), szczyt występuje też w wierszach, np. Murań Felicjana Faleńskiego (1871) czy Hawrań i Murań Władysława Broniewskiego (1935).